# Призраки Миссисипи
«Призраки Миссисипи» (англ.  Ghosts of Mississippi) — американский кинофильм, драма режиссёра Роба Райнера. Фильм снят по мотивам реальных событий. Номинации на премии «Оскар» и «Золотой глобус».

## Сюжет
Действие происходит в США, в штате Миссисипи. В 1963 году был убит известный борец за права чернокожего населения Медгар Эверс. В распоряжении следствия были неопровержимые улики против расиста Беквита. Собственно, он застрелил Медгара прямо на глазах его семьи. Дважды преступника арестовывали и дважды судьи выпускали его на свободу. Спустя 25 лет вдова погибшего Мерли Эверс снова ищет правосудия и решает возобновить процесс против убийцы.
Пропало оружие, из которого застрелили Эверса, исчезли другие улики. Некоторых свидетелей нет в живых, а другие отказываются давать показания, но помощник прокурора Бобби Де Лоутер, не жалея себя, начинает расследование заново. Поначалу дело кажется бесперспективным. Однако ни это, ни внутрисемейные проблемы не останавливают юриста. В итоге присяжные находят подсудимого виновным и, хотя он до последнего отказывается признать вину, Беквит получает пожизненный срок.

## Критика
Роб Райнер, зарекомендовавший себя как мастер фильма в жанре репортажа из зала суда («Несколько хороших парней»), снова взялся за подобный сюжет. Теперь картина была снята в документальном ключе, перекликаясь с классическим фильмом «Убить пересмешника». Критика восприняла фильм достаточно благосклонно. Дессон Хоу  (Washington Post) нашёл картину одной из лучших криминальных драм последних лет, привлекая внимание к эффектной концовке. По мнению Роджера Эберта, в схожих картинах «Время убивать» и «Миссисипи в огне» тема раскрыта намного лучше. Эберт также указал на особенность раскрытия популярной в американском кинематографе темы судебного преследования расизма. В главных ролях обвиняющих и обвиняемых оказываются белые. Чернокожие, как ни странно, играют в таких картинах пассивную роль. Здесь можно наблюдать некое последствие искупления и печати вины, которую до сих пор несёт на себе белое население США. Данный момент характерен и для «Призраков Миссисипи».
Джанет Маслин нашла актёрскую игру в главных ролях слишком правильной и «голливудской» в плохом смысле этого слова: «Алек Болдуин — это голое воплощение долга, а Вупи Голдберг — сама поруганная честь, которая ищет воздаяния. Актёры просто отрабатывают свой номер. Интерес представляет игра актёров второго плана, в частности, Джеймса Вудса, тем не менее, она особо не спасает картину».

## В ролях
- Алек Болдуин — Бобби де Лоутер
- Джеймс Вудс — Байрон де ла Беквит
- Вупи Голдберг — Мирли Эверс
- Мэдсен Вирджиния — Дикси де Лоутер, жена Бобби
- Крэйг Т. Нельсон — Эд Питерс
- Сюзанна Томпсон — Пегги Ллойд
- Блэк Лукас — Бёрт де Лоутер
- Алекса Вега — Клэр де Лоутер
- Уильям Мэйси — Чарли Криско
- Дайан Ладд — Кэролайн Мур
- Марго Мартиндейл — Клара Мэйфилд
- Терри О’Куинн — судья Хилберн
- Рекс Линн — Мартин Скотт
- Бонни Бартлетт — Билли де Лоутер
- Билл Коббс — Чарльз Эверс
- Билл Смитрович — Джим Китченс

## Награды и номинации
- 1997 — две номинации на премию «Оскар»[4]: лучшая мужская роль второго плана (Джеймс Вудс), лучший грим (Мэттью Мангл, Дебора Ла Миа Менавер)
- 1997 — номинация на премию «Золотой глобус»[5] за лучшую мужскую роль второго плана (Джеймс Вудс)